# Chvalkovice (okres Vyškov)
Chvalkovice jsou obec v okrese Vyškov v Jihomoravském kraji. Žije zde 294 obyvatel.

## Historie
První písemná zmínka o obci pochází z roku 1358. Chvalkovice se uvádějí v listinách od 14. století.

## Současnost
V roce 2017 obec opravila (především z dotace Jihomoravského kraje a Nadace ČEZ v celkové výši 1,7 milionu korun) obecní cesty, které byly ve špatném stavu.

## Obyvatelstvo

### Struktura
V obci k počátku roku 2016 žilo celkem 248 obyvatel. Z nich bylo 129 mužů a 119 žen. Průměrný věk obyvatel obce dosahoval 45 let. Dle Sčítání lidu, domů a bytů, provedeného v roce 2011, žilo v obci 262 lidí. Nejvíce z nich bylo (15,6 %) obyvatel ve věku od 30 do 39 let. Děti do 14 let věku tvořily 13 % obyvatel a senioři nad 70 let úhrnem 9,5 %. Z celkem 228 občanů obce starších 15 let mělo vzdělání 38,2 % střední vč. vyučení (bez maturity). Počet vysokoškoláků dosahoval 3,1 % a bez vzdělání bylo naopak 0,9 % obyvatel. Z cenzu dále vyplývá, že ve městě žilo 127 ekonomicky aktivních občanů. Celkem 79,5 % z nich se řadilo mezi zaměstnané, z nichž 59,1 % patřilo mezi zaměstnance, 3,1 % k zaměstnavatelům a zbytek pracoval na vlastní účet. Oproti tomu celých 47,7 % občanů nebylo ekonomicky aktivní (to jsou například nepracující důchodci či žáci, studenti nebo učni) a zbytek svou ekonomickou aktivitu uvést nechtěl. Úhrnem 106 obyvatel obce (což je 40,5 %), se hlásilo k české národnosti. Dále 49 obyvatel bylo Moravanů a 9 Slováků. Celých 131 obyvatel obce však svou národnost neuvedlo.
Vývoj počtu obyvatel za celou obec i za její jednotlivé části uvádí tabulka níže, ve které se zobrazuje i příslušnost jednotlivých částí k obci či následné odtržení.
| Místní části   | Místní části     | 1869 | 1880 | 1890 | 1900 | 1910 | 1921 | 1930 | 1950 | 1961 | 1970 | 1980 | 1991 | 2001 | 2011 | 2021 |
| -------------- | ---------------- | ---- | ---- | ---- | ---- | ---- | ---- | ---- | ---- | ---- | ---- | ---- | ---- | ---- | ---- | ---- |
| Počet obyvatel | část Chvalkovice | 531  | 591  | 611  | 597  | 598  | 625  | 559  | 455  | 487  | 425  | 352  | 281  | 244  | 262  | 257  |
| Počet domů     | část Chvalkovice | 98   | 104  | 111  | 113  | 118  | 123  | 135  | 142  | 134  | 122  | 114  | 125  | 126  | 129  | 137  |

## Obecní správa

### Obecní symboly
Znak a vlajka byly obci uděleny rozhodnutím předsedy Poslanecké sněmovny Parlamentu České republiky dne 15. prosince 1998.

## Pamětihodnosti
- zámek Komorov
- farní kostel sv. Bartoloměje
- pohřební kaple svatého Kříže
- socha svatého Floriána
- sousoší svatého Cyrila a Metoděje na návsi
- sousoší svatého Jana Nepomuckého
- větrný mlýn nad vsí

## Galerie

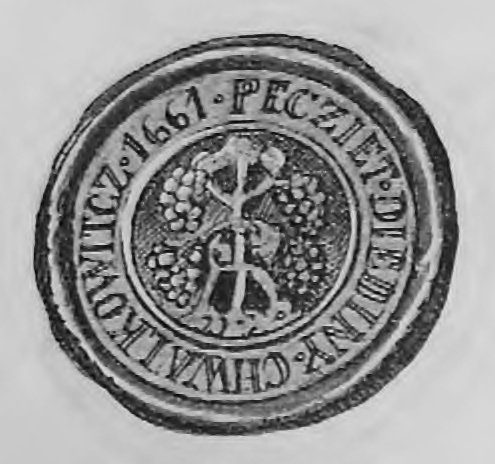
obecní pečeť z roku 1661
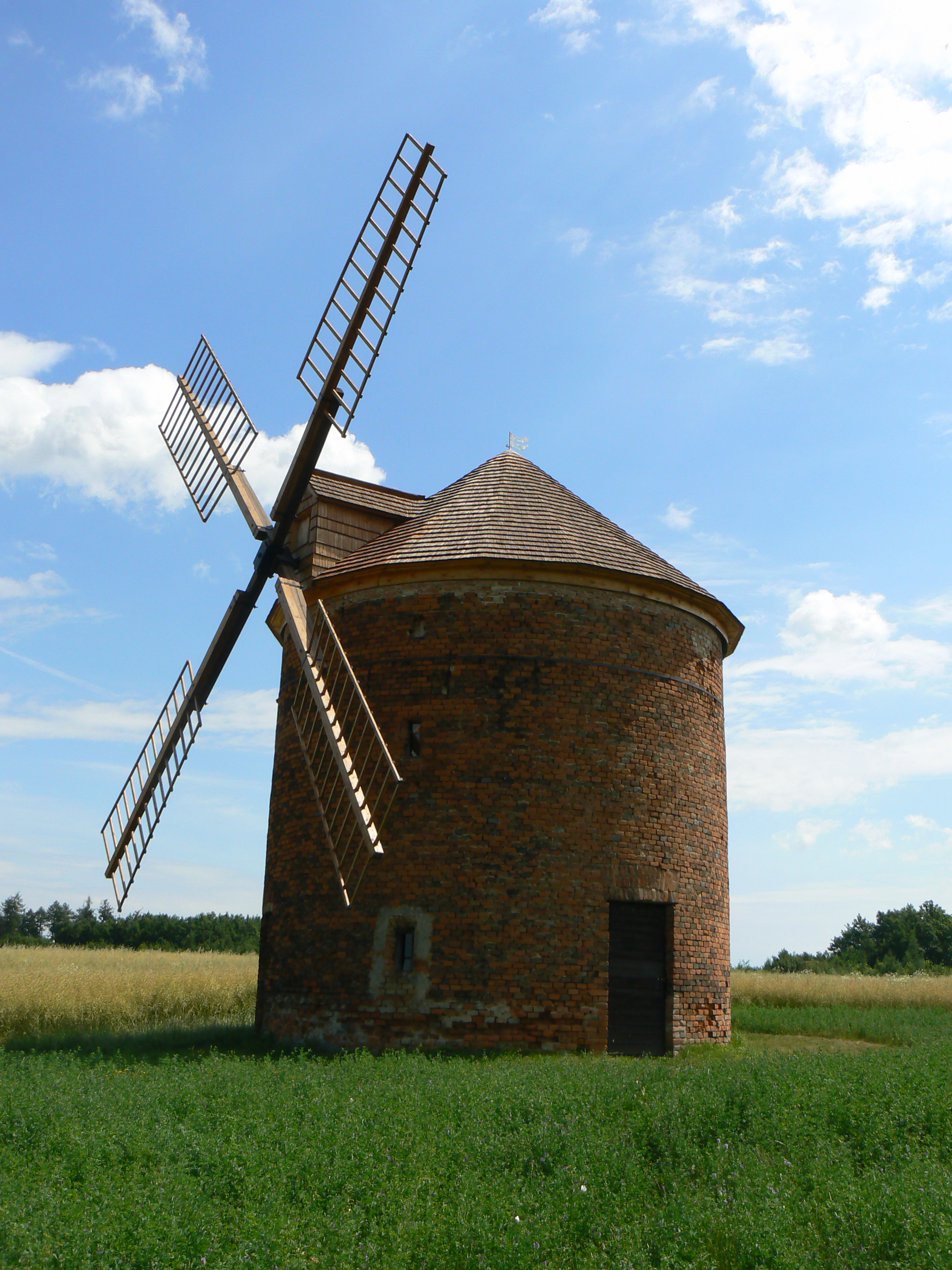
větrný mlýn nad obcí
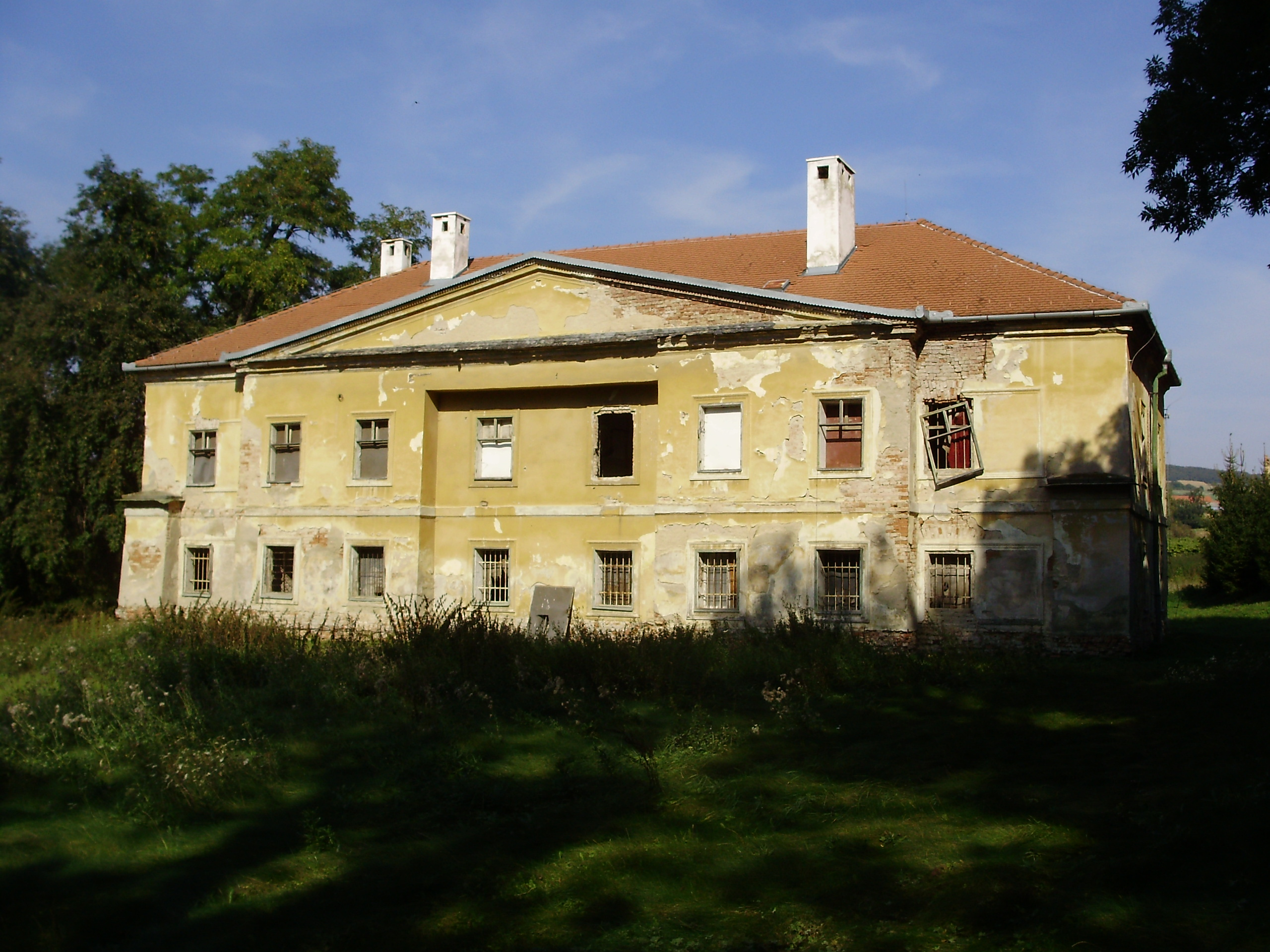
zámek Komorov